# 洋樓

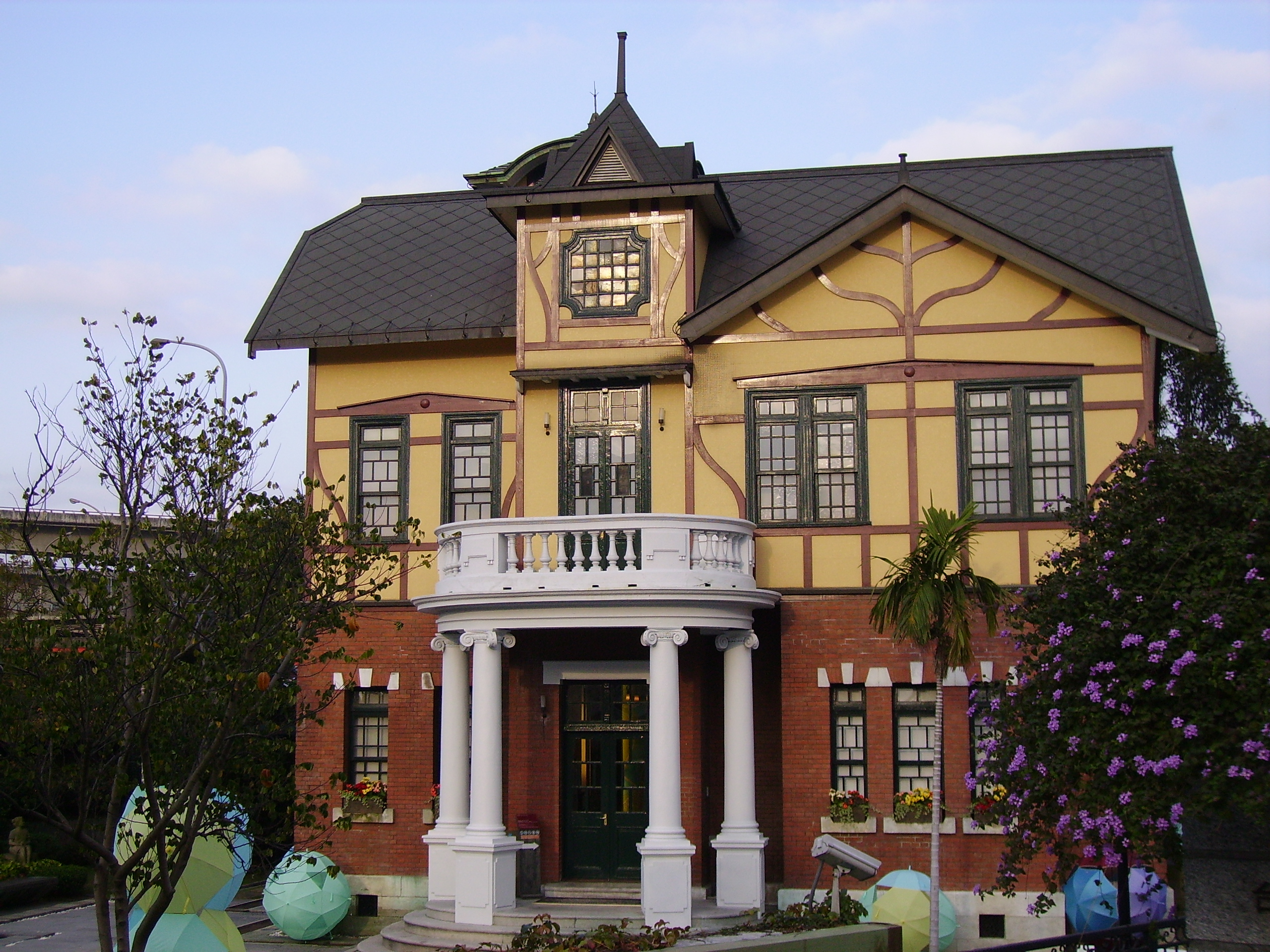
英國都鐸式洋樓之圓山別莊

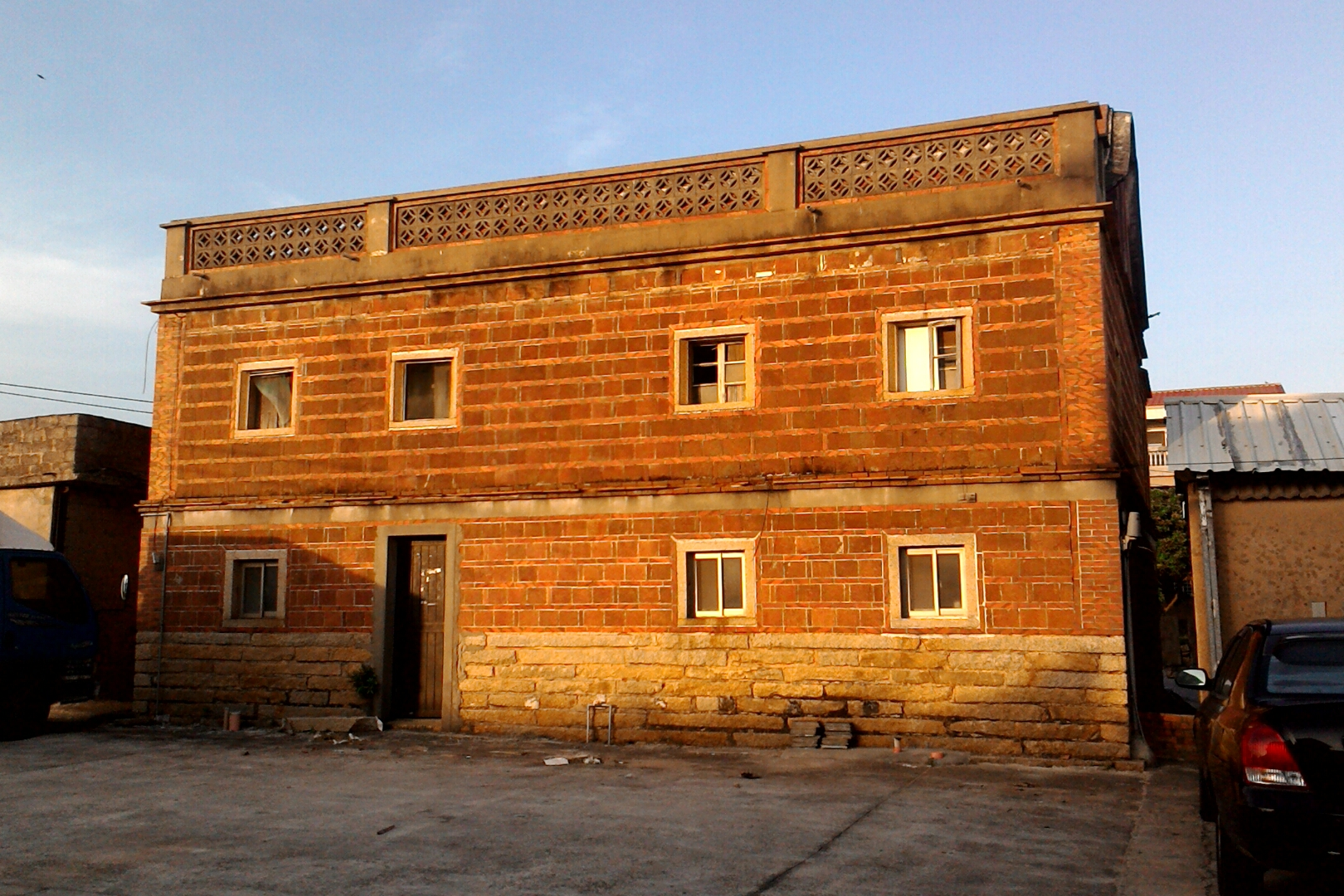
金門縣金寧鄉下堡聚落洋樓

洋樓是指採用西洋式建築風格於亞洲地區興建的樓房，現代已泛指一般樓房，是相對於早期只有一，二樓的合院式平房。理論上任何新型西式樓宇，包括單幢式私人住宅，惟不包括私人屋苑。
在日本方面，神戶市曾將江戶末期至明治時期建造的西式建築稱為「異人館」，將大正時代至戰前昭和時期建造的建築稱為「西式建築」。 

## 樓層
洋樓隨著不同年代，洋樓型式也在變異，樓層是愈建愈高，產權從獨有到分層共有都是歷史的軌跡。
1925年建的金門模範街洋樓則帶有南洋殖民建築風格，騎樓是五腳基規格，寬度只夠兩人併走，樓高就兩層。而香港1930年代後的唐樓高度普遍有3至4層，俗稱「廣州式騎樓」的騎樓則是更寬。

## 香港

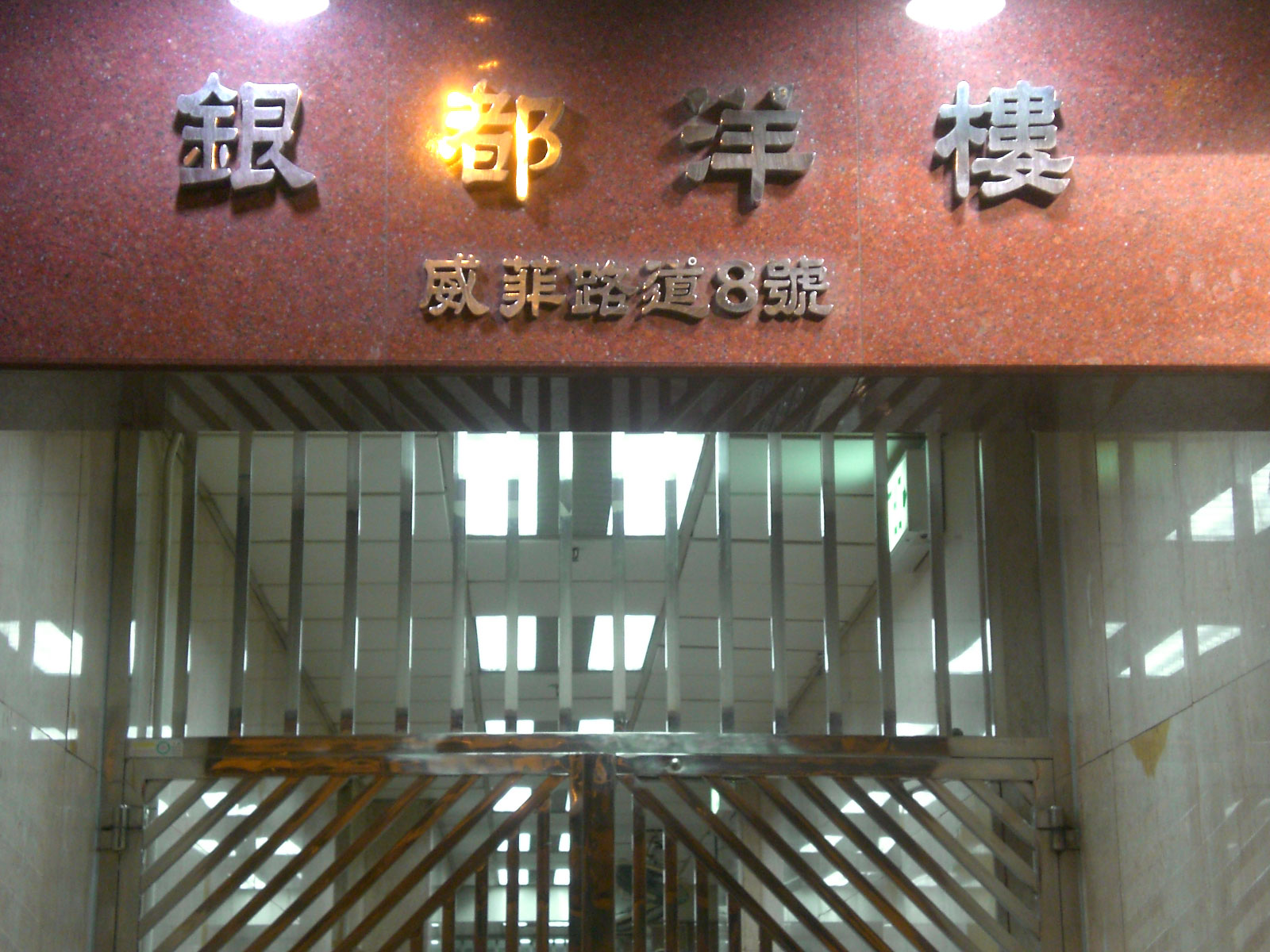
香港过去的住宅大廈时常稱「洋樓」

在香港，「洋樓」的稱謂是相對「唐樓」而來，通常是樓層較多的單棟式大廈，因此有升降機；設施較新，也一定有抽水馬桶（一些早期的唐樓沒有抽水馬桶，要依賴「倒夜香」服務），很多時是四面單邊（唐樓大多是一棟緊貼一棟的排屋式）。現今新建的因為通常是屋苑式，即使是單棟式大廈，「洋樓」一詞已變得少用。

## 外部連結
- 北京挪威大使馆旧址，位于鼓楼五条巷15号，为一座花园洋楼